# تي. رجا سينغ
تي. رجا سينغ هو سياسي هندي، ولد في 15 أبريل 1978 في حيدر آباد في الهند. انتخب Member of the Telangana Legislative Assembly ‏ عن دائرة Goshamahal Assembly constituency ‏ وقد انضم خلال فترته النيابية ‏ للكتلة البرلمانية حزب بهاراتيا جاناتا.